# علوجة (رخية)
'

تعديل مصدري - تعديل

علوجة هي إحدى قرى عزلة رخية بمديرية رخية التابعة لمحافظة حضرموت، بلغ تعداد سكانها 269 نسمة حسب تعداد اليمن لعام 2004.